# Giuseppe Berti
Giuseppe Berti (n. 22 iulie 1901, Napoli, Italia – d. 16 martie 1979, Roma, Italia) a fost un politician italian.